# Xyrichtys wellingtoni
Xyrichtys wellingtoni là một loài cá biển thuộc chi Xyrichtys trong họ Cá bàng chài. Loài này được mô tả lần đầu tiên vào năm 1995.

## Từ nguyên
Từ định danh wellingtoni được đặt theo tên của Gerard M. Wellington, nhà sinh vật biển đến từ Đại học Houston (Texas, Hoa Kỳ), người đã giúp Allen và Robertson thu thập các mẫu vật của loài cá này.

## Phạm vi phân bố và môi trường sống
X. wellingtoni có phạm vi phân bố giới hạn ở Đông Thái Bình Dương. Loài này chỉ được ghi nhận tại đảo san hô Clipperton (thuộc Pháp). X. wellingtoni sống trên nền cát mịn ở độ sâu khoảng từ 15 đến 70 m.

## Bị đe dọa
Ở vùng biển nhiệt đới phía đông Thái Bình Dương, tác động của hiện tượng El Niño đã dẫn đến tình trạng nước quá ấm và nghèo dinh dưỡng trong thời gian dài, gây nên sự suy giảm số lượng nghiêm trọng đối với các loài sống ở vùng nước nông, trong đó có cả X. wellingtoni. Thêm vào đó, loài này có phạm vi phân bố nhỏ hẹp, với diện tích sinh sống ước tính dưới 10 km². Vì những lý do này mà X. wellingtoni được xếp vào danh sách Loài sắp nguy cấp.

## Mô tả
Chiều dài cơ thể tối đa được ghi nhận ở X. wellingtoni là 7,2 cm. Trán dốc là đặc điểm của các loài Xyrichtys. Hai hàm đều có răng nanh ở phía trước, riêng hàm dưới không có răng nanh ở phía sau. Đầu gần như không có vảy, ngoại trừ vài lớp vảy bên dưới mắt. Cá đực màu hồng tía, vảy trên thân có các vệt hình thoi; tất cả các vây màu tía sẫm, ngoại trừ vây ngực trong mờ. Cá cái và cá con có màu hồng nhạt; các vây trong mờ.
Số gai ở vây lưng: 9; Số tia vây ở vây lưng: 12; Số gai ở vây hậu môn: 3; Số tia vây ở vây hậu môn: 12; Số tia vây ở vây ngực: 12.